# Hamza Mendyl
Hamza Mendyl (arabiska: حمزة منديل), född 21 oktober 1997, är en marockansk fotbollsspelare som spelar för Aris. 

## Karriär
I juli 2022 värvades Mendyl av belgiska OH Leuven, där han skrev på ett treårskontrakt.